# 京都市立上鳥羽小学校
京都市立上鳥羽小学校（きょうとしりつ かみとばしょうがっこう）は京都府京都市南区上鳥羽城ヶ前町にある公立小学校。

## 沿革
- 1872年（明治5年） - 紀伊郡人民共立学校として創立。
- 1877年（明治10年） - 紀伊郡上鳥羽小学校と改称。[1]。

## 卒業後の進路
卒業後は基本的に京都市立洛南中学校に進学する。

## 出身者
- 田中史朗（日本のラグビー選手）[2]

## 通学区域が隣接している学校
- 京都市立凌風小中学校
- 京都市立九条弘道小学校
- 京都市立九条塔南小学校
- 京都市立唐橋小学校
- 京都市立吉祥院小学校
- 京都市立祥栄小学校
- 京都市立大藪小学校
- 京都市立神川小学校
- 京都市立下鳥羽小学校
- 京都市立竹田小学校
- 京都市立砂川小学校